# Zbrodnia w Rudzie Różanieckiej
Zbrodnia w Rudzie Różanieckiej – zbrodnia dokonana 10 października 1944 roku w lesie koło Rudy Różanieckiej przez funkcjonariuszy Milicji Obywatelskiej oraz polską ludność cywilną z Rudy Różanieckiej na ukraińskiej ludności cywilnej.
Według sprawców, egzekucja została dokonana w odwecie za zabójstwa Polaków z Rudy Różanieckiej. W egzekucji zginęło 32 mieszkańców Nowego i Starego Lublińca.

## Przebieg zbrodni
9 października 1944 roku na groblach w pobliżu przysiółka Lublińca Nowego – Ostrówki, dowódca trzeciego roju lublinieckiej samoobrony ps. „Sasza” dokonał napadu na leśniczego i trzech gajowych z Rudy Różanieckiej, którzy udali się tam w celu wykrycia i ukarania sprawców nielegalnej wycinki lasu. Trzech z nich uprowadzono, jednemu zaś udało się zbiec i powiadomić o całym zajściu posterunek MO w Rudzie Różanieckiej. Po uprowadzonych zaginął wszelki ślad. O napad mieszkańcy Rudy posądzili Ukraińców z Lublińca Nowego. 
W rezultacie akcji odwetowej, którą przeprowadzono siłami milicji z posterunków w Rudzie Różanieckiej, Cieszanowie i Folwarku, kierując się zasadą odpowiedzialności zbiorowej, z Lublińca Nowego uprowadzono 35 zakładników. Wkrótce dwie osoby, w tym księdza Kozenkę zwolniono, aby mógł przekazać mieszkańcom wioski ultimatum. Warunkiem ultimatum był powrót przed końcem dnia uprowadzonych leśników. W innym wypadku zagrożono rozstrzelaniem wszystkich pozostałych zakładników (jednego z zakładników zabito podczas próby ucieczki w pobliżu stawów). Pozostałych Ukraińców osadzono na posterunku MO w Rudzie Różanieckiej. Po upływie terminu ultimatum i nie spełnieniu postawionego warunku, 10 października 1944 wszystkich zakładników rozstrzelano.
Zamordowanych zakopano w pobliżu w starych okopach, po pewnym czasie ciała wykopano i przeniesiono w inne, nieznane miejsce. Ciał nie odnaleziono do chwili obecnej. Symboliczna mogiła pomordowanych znajduje się na greckokatolickim cmentarzu w Lublińcu.